# Etiqueta (código)

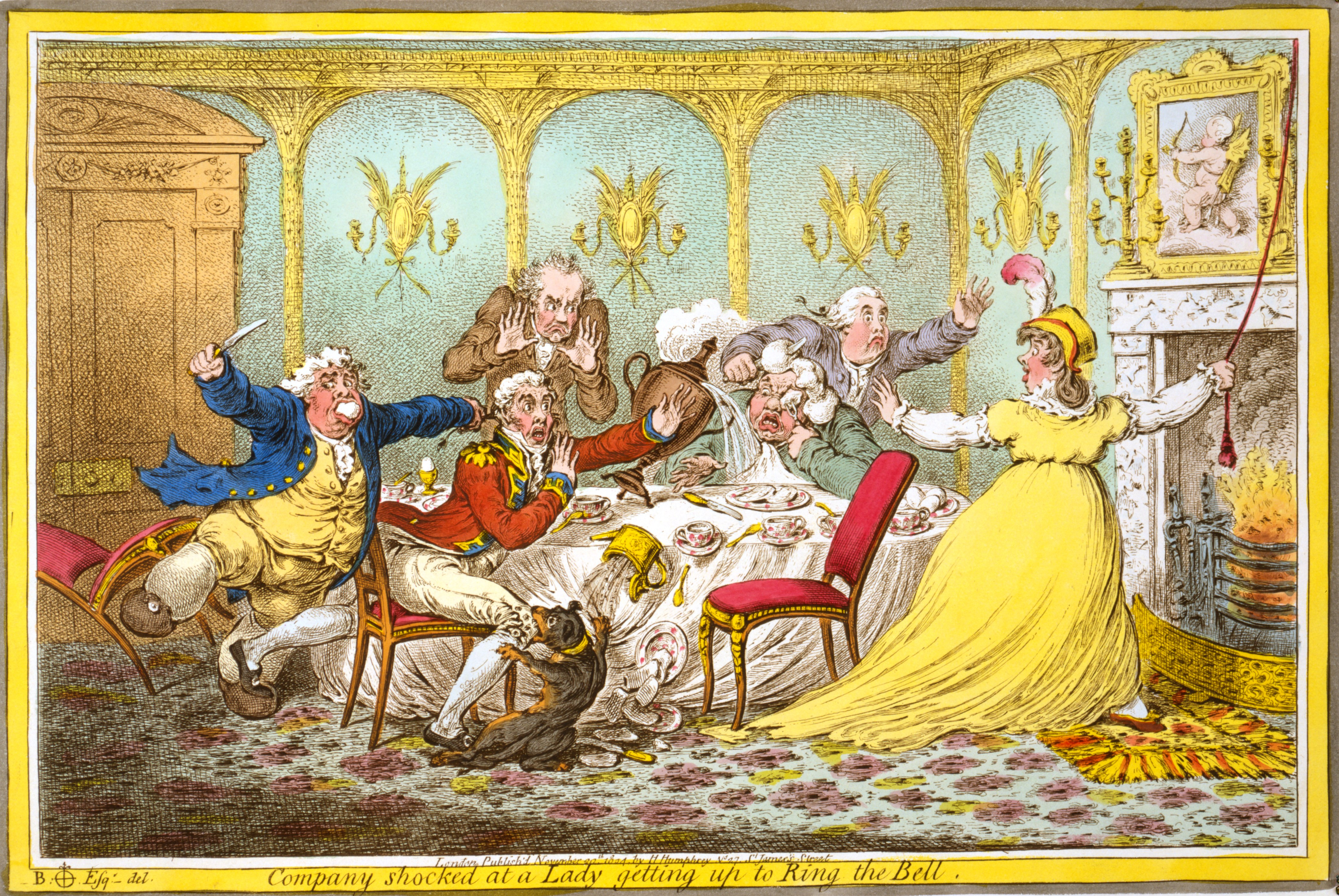
En Compañía impactada por una mujer que toca la campana (1805) James Gillray caricaturizó «Una viuda y sus pretendientes, que parece que han olvidado sus modales en la intensidad de su admiración».

La etiqueta es el conjunto de normas sociales que establecen las conductas aceptadas y esperadas dentro de una clase social, un evento especial o un lugar en particular.
La palabra etiqueta proviene del francés étiquette, la cual puede traducirse como 'rótulo' o 'protocolo'. Su sentido contemporáneo fue adquirido a mediados del siglo XVIII gracias a las prácticas cortesanas establecidas durante el reinado de Luis XIV y codificadas en los États de France, un manual oficial de la corte de Versalles. Como consecuencia de esto último, el establecimiento de una etiqueta especial ha sido vista como una forma de elitismo.

## Historia
La etiqueta se comienza a enseñar en los primeros espacios de socialización como la familia o el colegio. Posteriormente la etiqueta comienza a enseñarse en espacios formales al cual sólo podían acceder las clases más altas. En este aspecto, a lo largo del tiempo diferentes pensadores abogaron por la creación de protocolos de comportamiento social. 

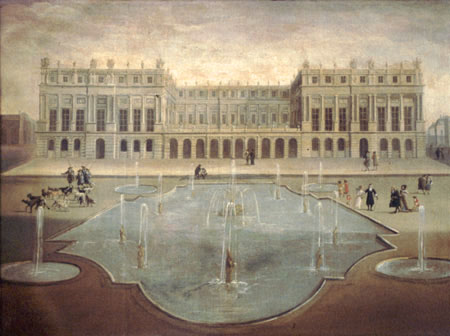
Luis XIV desarrolla una forma elaborada de etiqueta que se observa en el palacio de Versalles.

En el año 3000 a. C. Ptahhotep escribe Las máximas de Ptahhotep, un libro didáctico del género sebayt con proverbios que promueven las virtudes civiles y éticas como la honestidad, el autocontrol y el respeto al prójimo. Christian Jacq en The Living Wisdom of Ancient Egypt cita algunos de los consejos de Ptahhotep. Por ejemplo: "No esparzas chismes en tu vecindario, porque las personas prefieren el silencio".
Confucio (551-479 a. C.), fue un maestro chino, editor, político y filósofo cuya filosofía acentúa la moralidad personal y gubernamental, la corrección de relaciones sociales, la justicia y la sinceridad.
Luis XIV, (1638-1718), transforma una casa real de caza en Versalles, un pueblo a 25 km al suroeste de la capital, en uno de los palacios más grandes del mundo y se traslada oficialmente con su corte y el gobierno en 1682. En este contexto impresiona a nobles y a dignatarios extranjeros con entretenimiento, ceremonia y un sistema altamente codificado de la etiqueta, estableciendo su supremacía.

## Amabilidad

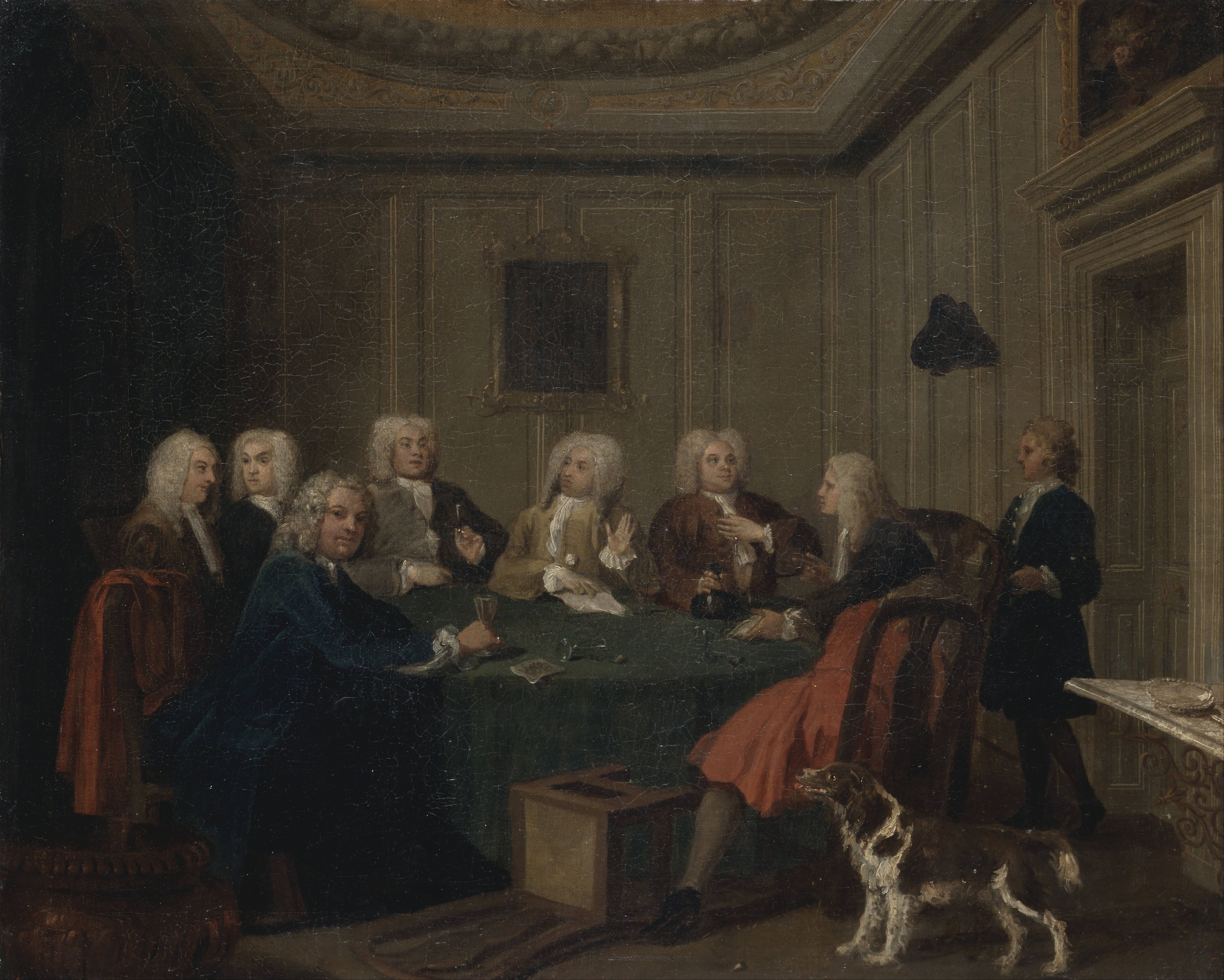
El Club de caballeros era conformado por miembros que debían ser confirmados por la sociedad mediante un estándar de cortesía. La pintura El club de los caballeros, de Joseph Highmore, ca. 1730.

Durante la época de la Ilustración, un proceso de autoconciencia, de imposición de normas y comportamientos corteses, hizo que dichas características se convirtieran en un símbolo de la clase alta. La clase media de la burguesía constantemente trataba de parecerse a la élite, adoptando sus preferencias artísticas y sus estándares de comportamiento. Se preocupaban por seguir las reglas de etiqueta, como cuándo mostrar emoción, cómo vestir elegantemente y cómo actuar con cortesía, especialmente con las mujeres. El motivo de este nuevo discurso fue una serie de ensayos sobre la naturaleza de la cortesía en la sociedad comercial, escrito por el filósofo Lord Shaftesbury en el siglo xviii. Shaftesbury define la cortesía como el arte de ser agradable en compañía. La amabilidad se puede definir como un manejo diestro de nuestras palabras y acciones, con el que podamos lograr que otras personas tengan una mejor opinión de nosotros y de ellos mismos.
Periódicos como The Spectator, fundado como una publicación diaria de Joseph Addison y Richard Steele en 1711, daban consejos regularmente a sus lectores sobre la manera de cumplir con las reglas de etiqueta requerida de un caballero educado. Su objetivo declarado era «animar la moral con ingenio y templar el ingenio con la moral..., sacar la filosofía de los armarios y bibliotecas, escuelas y colegios, para morar en los clubes y las asambleas, en las mesas de té y los cafés». Proporcionó a sus lectores temas de conversación tópicos y educados, y consejos sobre la manera de llevar a cabo conversaciones e interacciones sociales de una manera cortés.
El concepto aliado de civismo —en referencia a una interacción social deseada que valoraba el debate sobrio y razonado sobre asuntos de interés— también se convirtió en una cualidad importante para las «clases educadas». Reglas establecidas y procedimientos para la conducta adecuada, así como las convenciones de etiqueta, se esbozaron por clubes de caballeros, como el Harrington Rota Club. El propósito de algunos periódicos, incluyendo The Tatler y The Spectator, yacía en la reforma de las costumbres y la moral.

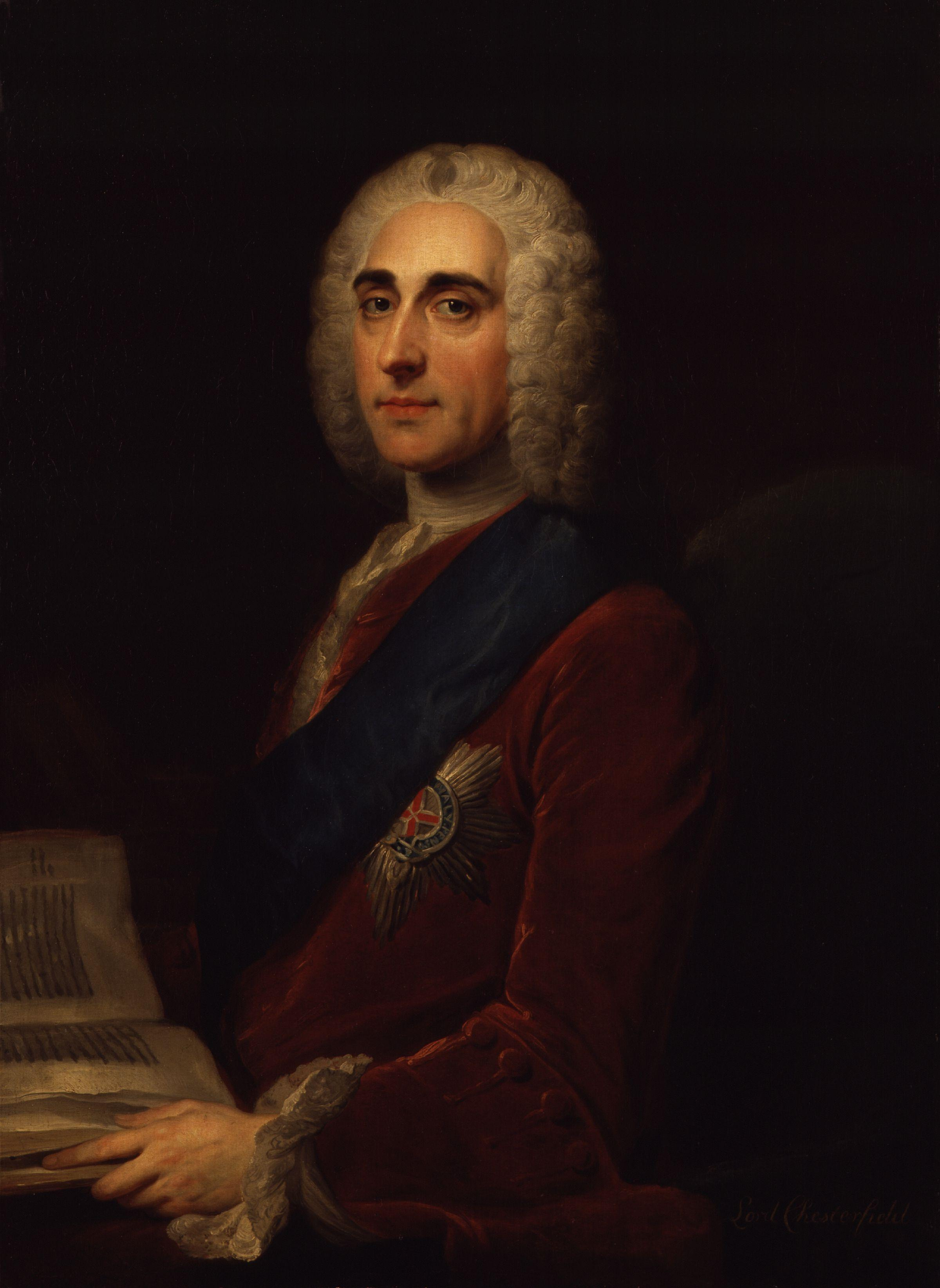
Philip Stanhope, cuarto conde de Chesterfield. El conde de Chesterfield inventó el término etiquette a mediados del. Pintura de William Hoare.

Fue Philip Stanhope, cuarto conde de Chesterfield el que utilizó por primera vez la palabra "etiqueta" en su acepción moderna, en cartas a su hijo en el arte de convertirse en un hombre de mundo y un caballero. La mayoría de este trabajo, compuesto por más de 400 cartas escritas desde 1737 o 1738 y continuando hasta la muerte de su hijo en 1768, eran cartas instructivas sobre diversos temas. Las cartas fueron publicadas por primera vez por la viuda de su hijo, Eugenia Stanhope, en 1774. Chesterfield trató de desvincular el tema de las costumbres de la moral convencional, con el argumento de que el dominio de la etiqueta era un arma importante para el progreso social. Las cartas estaban llenas de sabiduría y elegante observación perceptiva y deducción. 
[cita requerida] Chesterfield personificó la restricción de la buena sociedad del siglo xviii, escribiendo, por ejemplo, en 1748:

Desearía profundamente que se te viera sonriendo con frecuencia, pero que nunca se te escuche reír mientras vivas. La risa frecuente y altisonante es característica de modales descuidados e irreverentes; es la forma en que la muchedumbre expresa su felicidad y asuntos simples; y ellos lo llaman sentirse contentos. Para mí no hay nada más liberal y grosero que la risa fuerte. No tengo una  disposición cínica ni melancólica, y soy propenso a que cualquier persona me agrade; pero estoy seguro de que desde que tengo uso de razón nadie me ha escuchado reír.

En la época victoriana, la etiqueta se había convertido en un sistema excepcionalmente complicado de reglas que lo regulaban todo, como el método adecuado para escribir cartas y usar los cubiertos; regulaba minuciosamente las interacciones entre diferentes clases y géneros.

## Modales

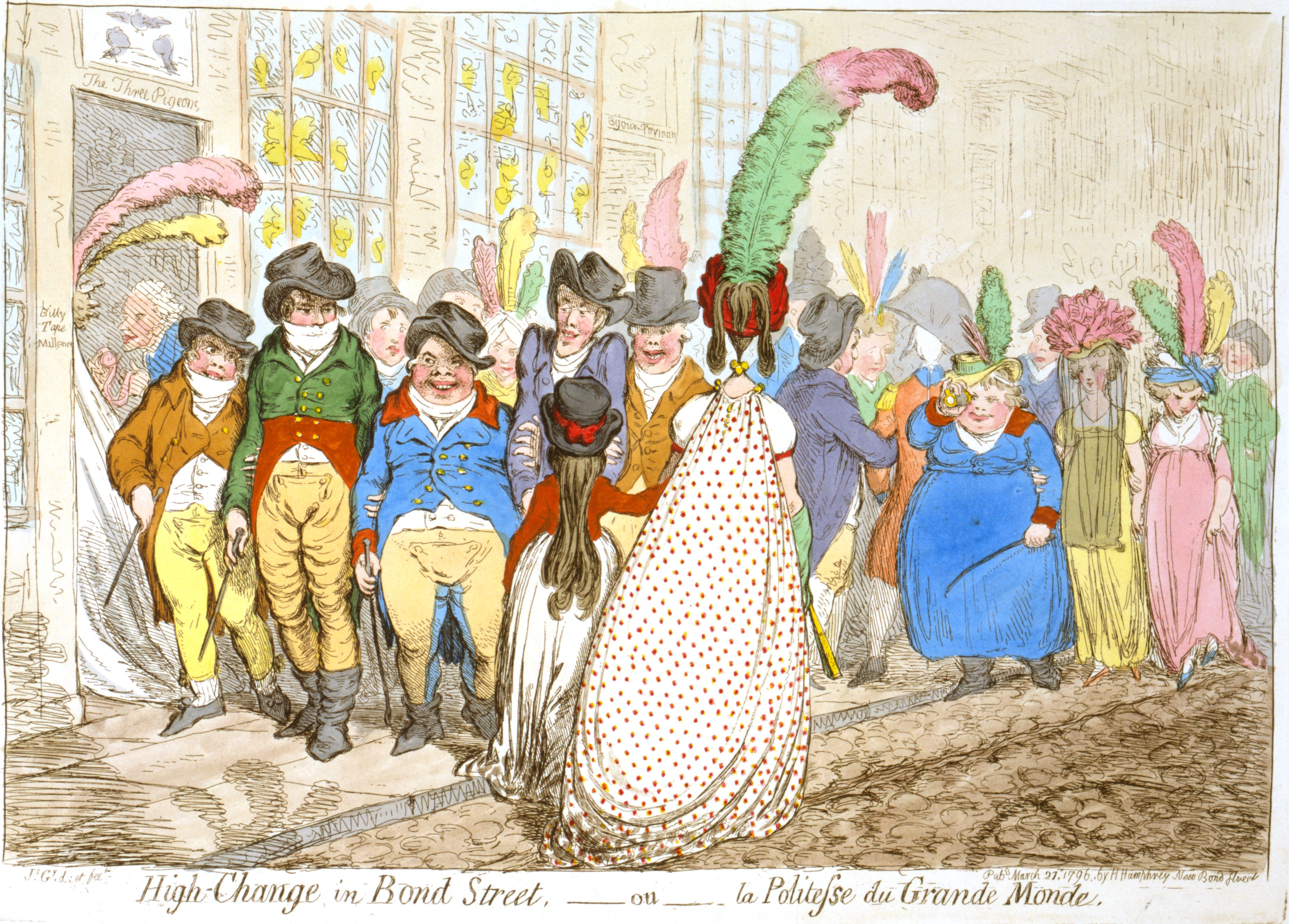
En Gran cambio en Bond Street,—o—la Politesse du Grande Monde (1796), James Gillray caricaturizaba la falta de etiquette en un grupo de hombres que observaban lascivamente a una mujer.

Es un término generalmente precedido de las palabras buenos o malos para indicar si un comportamiento es socialmente aceptable o no, respectivamente. Cada cultura se adhiere a un conjunto diferente de costumbres, aunque muchas de las costumbres son comunes entre distintas culturas. Los modales son un subconjunto de las normas sociales que se hacen cumplir de manera informal a través de la autorregulación y la vigilancia social. Permiten la «ultra sociabilidad» humana al imponer el autocontrol y el compromiso en acciones ordinarias y cotidianas.

### Perspectivas sociológicas
En el libro El proceso de civilización, Norbert Elias argumentó que los modales surgieron como producto de la vida en grupo y persisten como una forma de mantener el orden social. Teorizó que los modales proliferaron durante el Renacimiento en respuesta al desarrollo del estado absoluto. Según Elias, los rituales asociados con los modales en la sociedad de la corte de Inglaterra estaban estrechamente vinculados con el estatus social. Para él, los modales demuestran la posición de un individuo dentro de una red social y actúan como un medio por el cual el individuo puede negociar esa posición.
Petersen y Lupton argumentan que los modales ayudaron a reducir los límites entre la esfera pública y la esfera privada, y dieron lugar a «un yo que monitorea su comportamiento con el debido respeto a los demás con los que él o ella interactúa socialmente». Explican que «la conducta pública de los individuos vino a significar su posición social, un medio para la presentación de uno mismo y de los demás que evalúan y, por tanto, el auto control hacia el exterior era vital». Desde esta perspectiva, los modales son vistos no solo como un medio de mostrar el estatus social, sino también como un medio de mantener los límites sociales en torno a la clase y la identidad.
La noción de habitus, de Pierre Bourdieu, también puede contribuir a la comprensión de modales. Los hábitos, explica, son un conjunto de «disposiciones» que no son ni autodeterminadas ni predeterminadas por factores ambientales externos. Tienden a operar a un nivel subconsciente y son «inculcadas mediante la experiencia y la enseñanza explícita» y producidas y reproducidas por las interacciones sociales. Los modales, desde este punto de vista, es probable que sean una parte central de las «disposiciones» que guían la capacidad del individuo para tomar decisiones de comportamiento socialmente compatibles.

### Perspectiva antropológica
Los antropólogos principalmente se encargan con detalle de las diferencias culturales y en las distintas formas de ver el mundo. Teóricos como Mary Douglas han afirmado que cada cultura posee un conjunto único de costumbres, comportamientos y rituales, habilidad de la pauta local para permanecer ordenado y libre de esas cosas que pueden contaminar o contaminarse. En particular, sugiere que las ideas de contaminación y disgusto están unidas a los márgenes de la conducta socialmente aceptable para reducir este tipo de acciones y mantener «los supuestos por los que la experiencia es controlada»[cita requerida].

### Perspectiva biológica y evolutiva
La biología evolutiva se ve en el origen de la conducta y la motivación detrás de ella. Charles Darwin analiza la notable universalidad de respuestas faciales a disgusto, vergüenza y otras emociones complejas. Habiendo identificado el mismo comportamiento en los niños pequeños y las personas ciegas, concluyó que estas respuestas no se aprenden, sino que son innatas. Según Val Curtis, el desarrollo de estas respuestas fue concomitante con el desarrollo de modales de comportamiento. Para Curtis, los modales juegan un papel evolutivo en la prevención de la enfermedad. Esto supone que los que eran higiénicos y amables con los demás eran más capaces de beneficiarse de los miembros dentro de un grupo cultural; destacan las mejores posibilidades de supervivencia y reproducción.
Catalina Cantrell y Steven Neuberg exploran cómo nuestras respuestas conductuales a «ser ajenos» pueden permitir la preservación de las costumbres y normas. Sugieren que la falta de familiaridad que experimentamos en la interacción con los diferentes grupos culturales, por primera vez, pueden servir en parte una función evolutiva: «Vivir en grupos implica estar rodeado de individuos capaces de dañar físicamente a compañeros de grupo, contagiarse de enfermedades, o que los esfuerzos del grupo sean aprovechados por otros»[cita requerida]. Un compromiso con la sociedad conlleva un riesgo: si las amenazas de este tipo no se controlan, los costos de la sociabilidad superarán rápidamente sus beneficios. Por tanto, para maximizar la rentabilidad de la vida en grupo, los miembros del grupo deben estar en sintonía con las características o comportamiento de otros.
Por tanto, se puede confiar en las personas que poseen rasgos similares a los de un grupo, mientras que las que no, han de ser consideradas como «otros» y se las trata con sospecha o incluso con la exclusión. Curtis sostiene que la presión selectiva nacida de un cambio hacia la vida comunal habría dado lugar a individuos que son rechazados del grupo por lapsos de higiene o comportamiento no cooperativo. Esto habría llevado a la gente a evitar acciones que puedan dar lugar a la vergüenza u otras que sean desagradables. Joseph Henrik y Robert Boyd desarrollaron un modelo para demostrar este proceso en el trabajo. Explican que la selección natural ha favorecido la adquisición de mecanismos de aprendizaje de transmisión genética que aumentan las probabilidades de una persona de adquirir localmente un comportamiento optativo. Su hipótesis es la siguiente: «Los seres humanos poseen una codificación neural en desarrollo fiable que obliga a ambos a castigar a las personas que violan las normas del grupo (creencias o prácticas comunes) y castigar a las personas que no castigan a violadores de la norma». A partir de este enfoque, los modales son un medio de mitigar comportamientos indeseables y fomentar los beneficios de la cooperación en grupo.

### Tipos
Curtis también explica específicamente tres categorías de modales: higiene, cortesía y normas culturales, cada uno de los cuales ayuda a explicar el papel multifacético que los modales juegan en la sociedad. Estas categorías se basan en el resultado más que la motivación, de los modales y comportamientos de manera individualizada, y puede encajar en dos o más categorías.
- Modales de higiene: son modales que afectan a la transmisión de enfermedades. Es probable que se les enseñe a una edad temprana, principalmente a través de la disciplina de los padres, el cumplimiento de un comportamiento positivo en torno a la continencia con fluidos corporales (tales como el control de esfínteres) y evitando o eliminando los elementos que suponen un riesgo de enfermedad para los niños. Se espera que, en la edad adulta, los modales de higiene estén tan arraigados con el comportamiento propio que se conviertan en una segunda naturaleza. Por ejemplo, las violaciones son propensas a provocar respuestas de disgusto.

- Modales de cortesía: demuestran la capacidad para anteponer los intereses de los demás a los propios. Ayudan a maximizar los beneficios de la vida en grupo mediante la regulación de la interacción social. La conducta de evitar enfermedades a veces puede verse comprometida en el cumplimiento de los modales de cortesía. Pueden ser enseñados en la misma forma que las costumbres de higiene, pero es probable que también se aprendan de manera directa (es decir, la observación de las interacciones de los demás) o indirecta (es decir, a través de las funciones ejecutivas del cerebro). El aprendizaje de las costumbres de cortesía puede tener lugar a una edad mayor que los modales de higiene, ya que los individuos deben tener al menos algunos medios de comunicación y cierta conciencia de sí mismos y de posicionamiento social. Por ejemplo, la violación de las costumbres de cortesía con mayor frecuencia da lugar a la desaprobación social.

- Modales de normas culturales: normalmente demuestran la identidad dentro de un grupo sociocultural específico. La adhesión a las costumbres culturales de norma permite la demarcación de las identidades socioculturales y la creación de fronteras que informan que es de fiar o que se considerará como «otro». Los modales de normas culturales se aprenden a través de la cotidianidad y rutinización de lo familiar y por medio de la exposición a lo ajeno. Las normas culturales, por su propia naturaleza, tienen un alto nivel de variabilidad entre los grupos, pero es probable que sean comunes a todos los que se identifican con una identidad de grupo. Estas normas están sujetas estrictamente al contexto de tiempo y espacio en el que se encuentre el individuo de dicha sociedad.

Las reglas de etiqueta abarcan la mayoría de los aspectos de la interacción social en cualquier sociedad, aunque el término en sí no es de uso común. Una regla de etiqueta puede reflejar un código ético subyacente o puede reflejar los modales de una persona o estado. Las reglas de etiqueta por lo general no son escritas, pero los aspectos de la etiqueta se han codificado de vez en cuando.

### Libros
Erasmo de Róterdam publicó su libro Sobre los buenos modales para los jóvenes en 1530; los aconsejaba en cuanto a la inquietud, el bostezo, las riñas y los arañazos. Destaca que un principio fundamental de las costumbres es la capacidad de «ignorar fácilmente los defectos de los demás, pero no caer corta a sí mismo».
Desde entonces, muchos autores han tratado de recopilar sobre modales o libros de guía de etiqueta. Uno de los más famosos de ellos fue Emily Post, quien comenzó a documentar la etiqueta en 1922. Ella no describió en su trabajo sobre cómo detallar las «tonterías» de la conducta diaria deseable, sino que también proporcionó una descripción de la conducta apropiada para los eventos clave de la vida cotidiana, tales como bautizos, bodas y funerales. Más tarde se estableció un instituto sobre las buenas costumbres y el decoro. La más reciente edición de su libro ofrece consejos sobre temas como cuando es aceptable eliminar a alguien en Facebook y quién tiene el derecho a apoyar los brazos durante el vuelo. Libros de etiqueta, como estos, así como los de Amy Vanderbilt, Hartley, Judith Martin y Sandi Toksvig sugirieron comportamientos para una serie de interacciones sociales. Sin embargo, todo cuenta que para ser una persona con buenos modales no basta con simplemente leer sus libros, sino ser capaz de emplear los buenos modales de manera fluida en cualquier situación que pueda surgir.

### Negocios y oficinas en Occidente
La etiqueta dentro de una empresa es el conjunto de reglas escritas y no escritas de conducta que hacen que las interacciones sociales funcionen mejor. La etiqueta de las oficina en particular se aplica a un grupo de trabajo de interacción, con exclusión de las interacciones con los contactos externos, como clientes y proveedores. Al llevar a cabo las reuniones de grupo en los Estados Unidos, la Asamblea podría seguir las Reglas de Orden de Robert, si no hay otras políticas de la empresa para el control de una reunión.
Estas reglas a menudo hicieron eco en toda una industria o economía. Por ejemplo, el 49% de los reclutadores encuestados en 2005 por la Asociación de Universidades Americanas, observó que un traje no tradicional sería una gran influencia para considerar a un candidato potencial para el puesto.
La etiqueta en los negocios puede variar considerablemente dependiendo del país, lo que invariablemente se relaciona con su cultura. Por ejemplo, una diferencia notable entre China y Occidente en la etiqueta de negocios es evitar conflictos. Las empresas chinas prefieren mirar a la gestión de relaciones para evitar conflictos, mientras que en Occidente dejan la solución de conflictos a la interpretación de la ley a través de contratos y abogados.
Ajustarnos a la etiqueta extranjera es un complemento importante del choque cultural, que proporciona un mercado para los manuales. Otros recursos incluyen instituciones empresariales y de diplomacia, las cuales únicamente están disponibles en algunos países como Reino Unido.
En 2011, un grupo de expertos en etiqueta y un grupo empresarial internacional formaron una organización sin fines de lucro llamada Litti, para ayudar a los recursos humanos de las multinacionales en la tarea de medir las habilidades de etiqueta de los empleados potenciales. Se hacía durante el proceso de contratación mediante la estandarización de la imagen y el examen de etiqueta, similar a lo que hace Organización Internacional de Normalización para mediciones de procesos industriales.

## Diferencias culturales

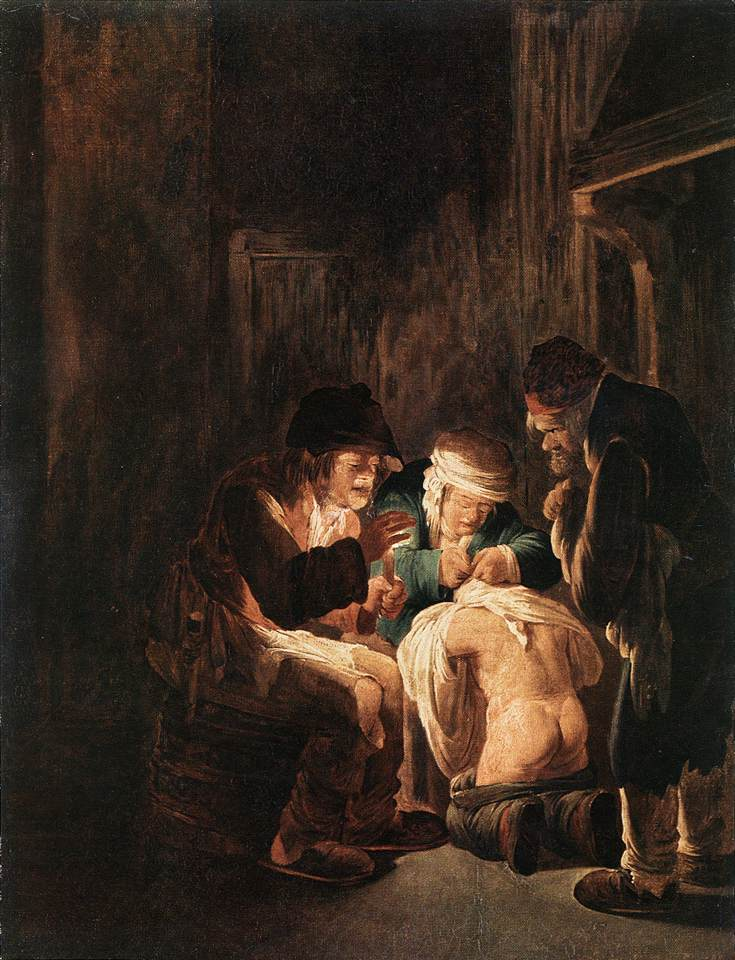
Caza de piojos con luz de vela, del holandés Andries Both (ca. 1612/13-1641).

Como podemos observar, la etiqueta depende mucho de la cultura; lo que es perfectamente visto en una sociedad puede sorprender a otra. La etiqueta no es estática, va evolucionando dentro de cada cultura. El pintor holandés Andries Both muestra que la búsqueda de piojos (véase ilustración a la derecha) era una ocupación de aseo civilizada en la Alta Edad Media, una experiencia de unión que reforzó el rango comparativo de dos personas: uno preparaba al otro. Esto se había convertido en una ocupación campesina de 1630. El pintor retrata la operación con naturalidad, sin el desdén que este tema habría recibido en una representación del siglo xix.
La etiqueta puede variar ampliamente entre las diferentes culturas y naciones. Por ejemplo, en la cultura hausa, estar de pie mientras se come puede ser visto como una conducta ofensiva y de mal agüero. En adición, insultar al anfitrión muestra una falta de respeto por la escasez de alimentos y se conoce como «comer con el diablo» o «cometer santi».[cita requerida] En China, una persona que toma el último elemento de la comida de un plato común o tazón, sin antes ofrecerlo a los demás en la mesa, puede ser visto como un glotón que está insultando a la generosidad del anfitrión. Tradicionalmente, si los clientes no tienen restos de comida delante de ellos al final de una comida, es una deshonra a la acogida. En los Estados Unidos de América, se espera que un invitado se coma toda la comida que se les da, como un complemento a la calidad de la cocina. Sin embargo, todavía se considera de buena educación ofrecerle comida de un plato o tazón común a los demás en la mesa.
En las culturas jerárquicas rígidas como Corea y Japón, el alcohol ayuda a descomponer la estricta barrera social entre las clases. Permite un toque de informalidad. Es tradicional que anfitrión y huésped se turnen llenando las copas de los otros y se estimulan entre sí para engullir. Para alguien que no consume alcohol (excepto por razones religiosas) puede ser difícil escapar del ritual de la bebida social.
La etiqueta es un tema del que se han ocupado escritores y pensadores de todas las sociedades complejas durante miles de años, a partir de un código de conducta por Ptahhotep, el visir de un Imperio Antiguo de Egipto durante el reinado de la dinastía v del rey Djedkare Isesi (ca. 2414-2375 a. C.). Todas las civilizaciones letradas conocidas, incluyendo la antigua Grecia y Roma, desarrollaron reglas para la conducta social adecuada. Confucio incluye reglas para comer y hablar junto con sus dichos más filosóficos.
Concepciones modernas sobre qué comportamiento identifica un caballero fueron codificadas en el siglo xvi, en un libro de Baldassare Castiglione, Il Cortegiano ('El Cortesano'). Su codificación de las expectativas en la corte de Urbino se mantuvo vigente en lo esencial hasta la Primera Guerra Mundial. Luis xiv estableció una ceremonia de corte elaborada y rígida, lo que se distinguió de la alta burguesía; continuando a comer, con estilo y meticulosamente, con sus dedos. Un libro importante acerca de la etiqueta es Il Galateo, de Giovanni della Casa; de hecho, en italiano, la etiqueta es generalmente llamada galateo (también etichetta o protocollo).
En las colonias americanas, Benjamin Franklin y George Washington escribieron códigos de conducta para los jóvenes caballeros. La inmensa popularidad de columnas de consejos y libros de Letitia Baldrige y Miss Modales muestran la vigencia de este tema. Aún más recientemente, el auge de Internet ha hecho necesaria la adaptación de las normas de conducta existente para crear la netiqueta, que regula la redacción de correos electrónicos, las reglas para participar en un foro en línea, y así sucesivamente.
En Alemania existen muchos libros que tratan sobre la etiqueta, especialmente cómo comer, vestir, etc., y se llaman el Knigge, en honor a Adolph von Knigge, que escribió el libro Über den Umgang mit Menschen ('Sobre las relaciones humanas') a finales del siglo xviii. No obstante, este libro trata de los buenos modales y también sobre el estado social de su tiempo, pero no acerca de la etiqueta.
La etiqueta puede ser ejercida como arma social. La adopción externa de los gestos superficiales de un grupo en el que, en aras de la promoción social se aparenta una preocupación por los demás, es considerada por muchos una forma de esnobismo, carente de virtud.[cita requerida]